# Hilário Braun
Hilário Braun (Três Passos, 8 de janeiro de 1950 — 12 de abril de 2010) foi um político brasileiro, administrador de empresas, militar da reserva, comerciante, contador e fazendeiro. Exerceu o mandato de deputado federal constituinte de 1987 a 1991. É sócio fundador da empresa Tecidos Braun e foi presidente da Associação Comercial e Industrial de Três Passos.

## Trajetória política e profissional
Filho de Alcides Braun e Eva Braun, Hilário Braun nasceu em 8 de janeiro de 150, no município de Três Passos, no Rio Grande do Sul. Formou-se em Administração e Ciências Contábeis pela Faculdade Machado de Assis, no município de Santa Rosa, também no Rio Grande do Sul, em 1975. Após o fim do bipartidarismo durante a Ditadura Militar no Brasil, ingressou no Partido Popular (PP), em 1981, onde também foi secretário-geral. Em 1982, o PP incorpora-se ao Partido do Movimento Democrático Brasileiro (PMDB), e Braun ingressa neste último. Elegeu-se deputado estadual na Assembleia Legislativa do Rio Grande do Sul em fevereiro de 1983, com mandato até 1985.
Em 1986, elegeu-se deputado federal constituinte pelo Rio Grande do Sul, tomando posse em fevereiro de 1987. Durante o mandato, votou a favor do aviso prévio proporcional, do presidencialismo, da unicidade sindical, do limite de 12% ao ano para os juros reais, da soberania popular, da proibição do comércio de sangue, do voto facultativo aos 16 anos e do mandato de cinco anos para o presidente José Sarney. Também manifestou-se contra o rompimento de relações diplomáticas com os países de orientação racista, a limitação do direito de propriedade privada, a pena de morte, a legalização do aborto, a remuneração 50% superior para o trabalho extra, o turno ininterrupto de seis horas, a jornada semanal de 40 horas, a nacionalização do subsolo, a estatização do sistema financeiro e a desapropriação da propriedade produtiva.
Deixou a Câmara em janeiro de 1991, mas voltou entre o período de outubro de 1992 a dezembro de 1993 para ocupar o lugar do deputado Antônio Brito, que havia sido nomeado para o Ministério da Previdência Social no governo de Itamar Franco. Em maio de 1994, retornou à Câmara ocupando o lugar do deputado Ibsen Pinheiro, que teve o mandato cassado, até janeiro de 1995. Após esse período, afastou-se da vida política.

## Atividades parlamentares
- Titular da Subcomissão dos Estados, na Comissão da Organização do Estado (1987) - Assembleia Nacional Constituinte;
- Suplente da Subcomissão de Saúde, Seguridade e do Meio Ambiente, na Comissão da Ordem Social (1987) - Assembleia Nacional Constituinte;
- Suplente da Comissão Permanente da Agricultura e Política Rural (1993) - Câmara dos Deputados;
- Titular da Comissão Permanente da Viação e Transportes (1993) - Câmara dos Deputados.[2]

## Curiosidade
Em 1990, Braun apresentou o projeto de lei nº 3.638/89 na Câmara dos Deputados de Brasília para especificar a definição de "presunto".
- Artigo 1º – Denomina-se presunto exclusivamente o produto obtido com o pernil dos suínos ou com a coxa e a sobre-coxa do peru.
  - Parágrafo único. O produto obtido com a matéria prima do peru terá a denominação de "presunto de peru".